# Harthacnut di Danimarca
Harthacnut, anche noto come Canuto I (in danese Hardeknud; Northumbria, 880 circa – Danimarca, 934 o 936), fu un leggendario re danese che governò la Danimarca tra il 916-917 fino alla sua morte.
Secondo Adamo di Brema, egli era originario della Northmannia (forse riferendosi alla Northumbria, la cui parte meridionale era parte del Danelaw).
Giunse in Danimarca intorno al 916 e ben presto spodestò il re in carica, Sigtrygg Gnupasson del Casato di Olaf; sempre secondo Adamo da Brema ciò accadde "negli ultimi giorni dell'arcivescovo Hager", quest'ultimo morto nel 917.
Alla sua morte gli succedette Gorm il Vecchio, il primo re di Danimarca storicamente accertato.

## Fonti storiche
L'unica fonte primaria che menziona esplicitamente Harthacnut di Danimarca è il Gesta Hammaburgensis Ecclesiae Pontificum di Adamo di Brema, ai versi 1,52 e 1,55. 
Il verso 1,52 recita: Il figlio di re Sveins, Hardegon nel manoscritto più antico, che poi cambia in figlio di re Sveins, Harthacnut, ma anche in figlio di re Sveins, Athelstan.
Il verso 1,55 riporta: Hardecnudth Vurm, un doppio nome non insolito per l'epoca, più tardi cambiato in figlio di Hardecnudth, Vurm e in Athelstan Vurm.
Vurm (verme o serpente) era il termine proto-germanico per rendere il nome danese Gorm, sicché si potrebbe dedurre che Harthacnut e Gorm siano la stessa persona.
Sempre collegato alla figura del serpente (in norreno ormr) era anche il supposto padre di Harthacnut, secondo la saga Ragnarssona þáttr, Sigurd Serpente nell'Occhio (Sigurðr ormr í auga). 